# Cetatea dacică de la Bănița
Cetatea dacică de la Bănița este una dintre cele șase fortărețe dacice din Munții Orăștiei care fac parte din patrimoniul mondial UNESCO din România. Cetatea se află în Bănița, Hunedoara și dateaza din timpul lui Burebista. A fost refăcuta sub regele Decebal și distrusă în 106, în  timpul războaielor daco-romane. 
Fortificațiile cuprind construcții cu scop militar: ziduri de incintă, turnuri, platforme de luptă, val de apărare. Sarcina cetății era de a bloca accesul spre Sarmizegetusa Regia, dinspre sud. În incinta cetății a fost construit un turn de veghe, care înlesnea o observație satisfăcătoare a zonei. Au fost descoperite două ziduri, în stil murus dacicus, de mari dimensiuni.
Drumul cel mai scurt spre cetate este prin spatele cabanei Peștera Bolii. În cetate se poate intra doar prin partea de nord-vest după un drum nemarcat greu de  găsit de cei care nu cunosc locul.
Pe dealul Bolii exista și un sanctuar rectangular, zonă sacră.
A fost cercetată arheologic în 1960-1961. 

## Galerie de imagini

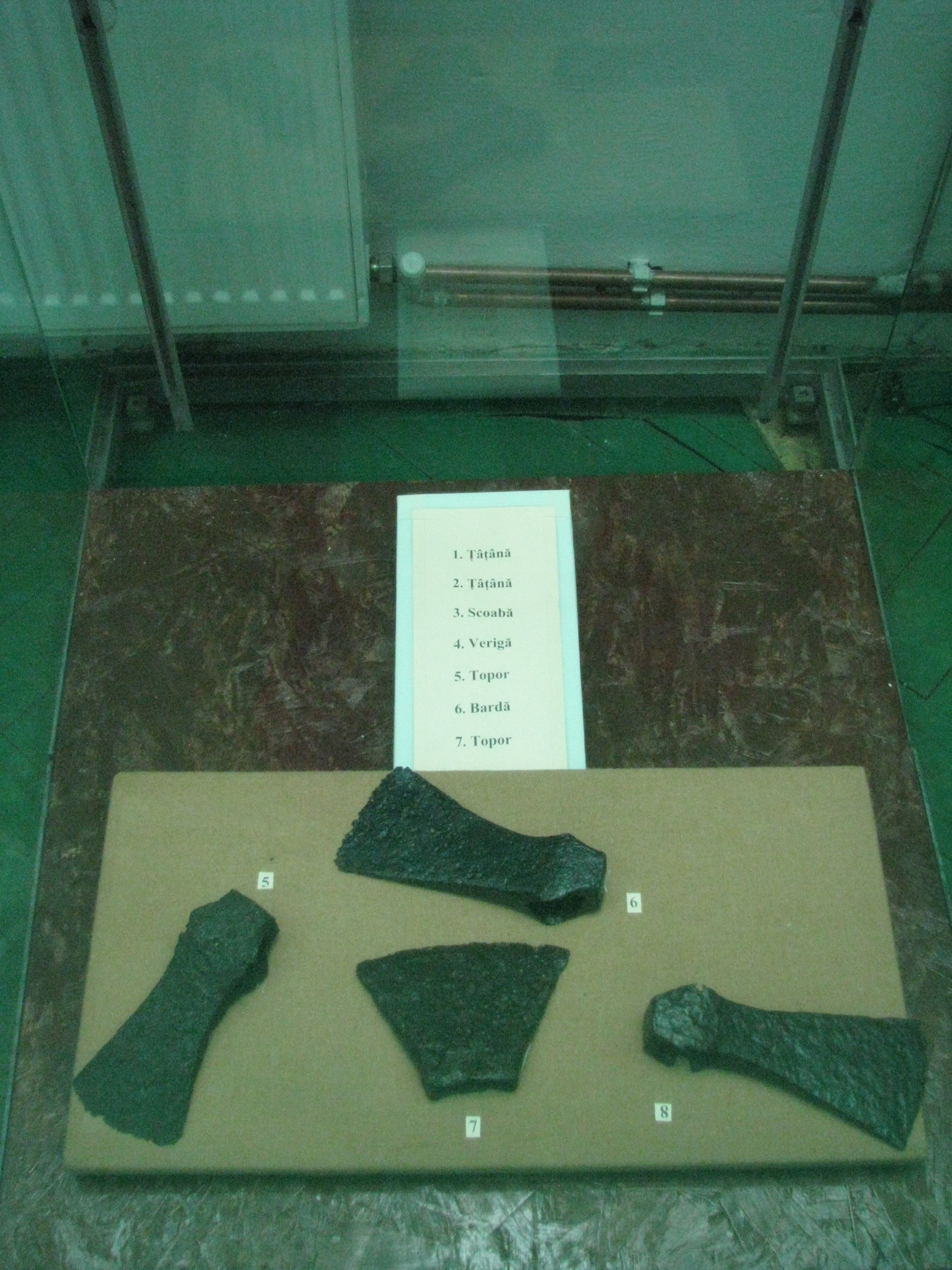
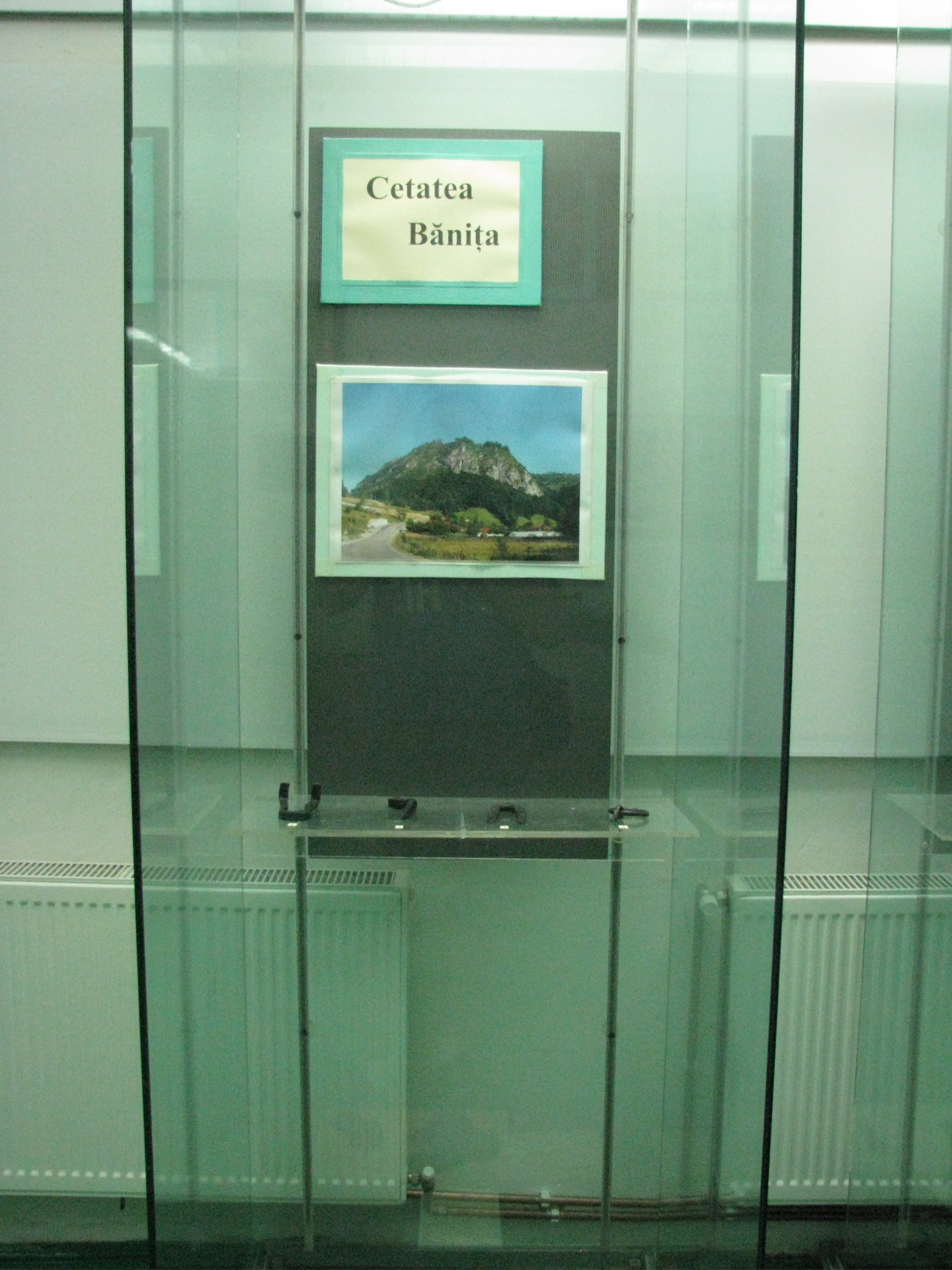
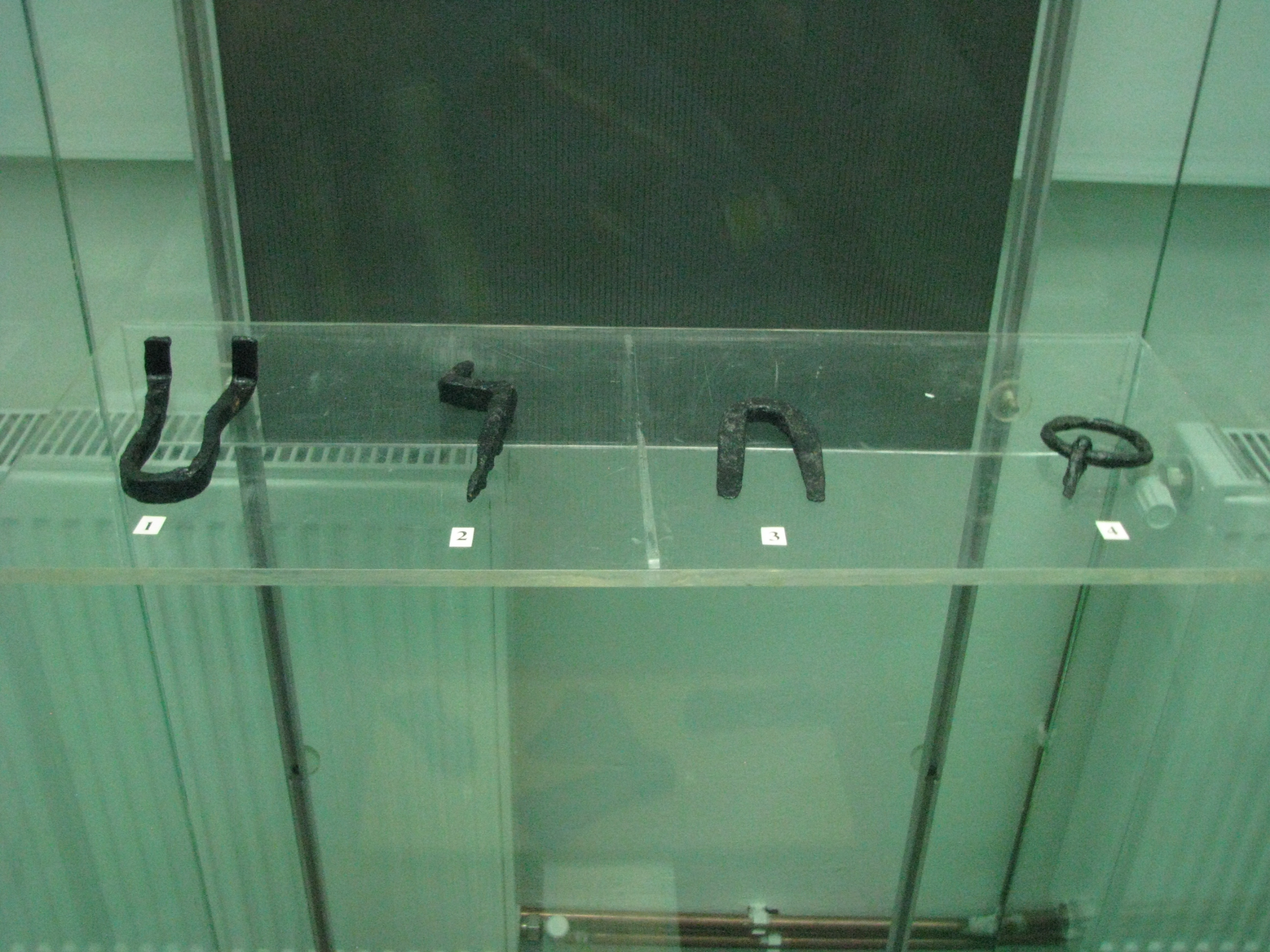